# Karimganj
För andra betydelser, se Karimganj (olika betydelser).

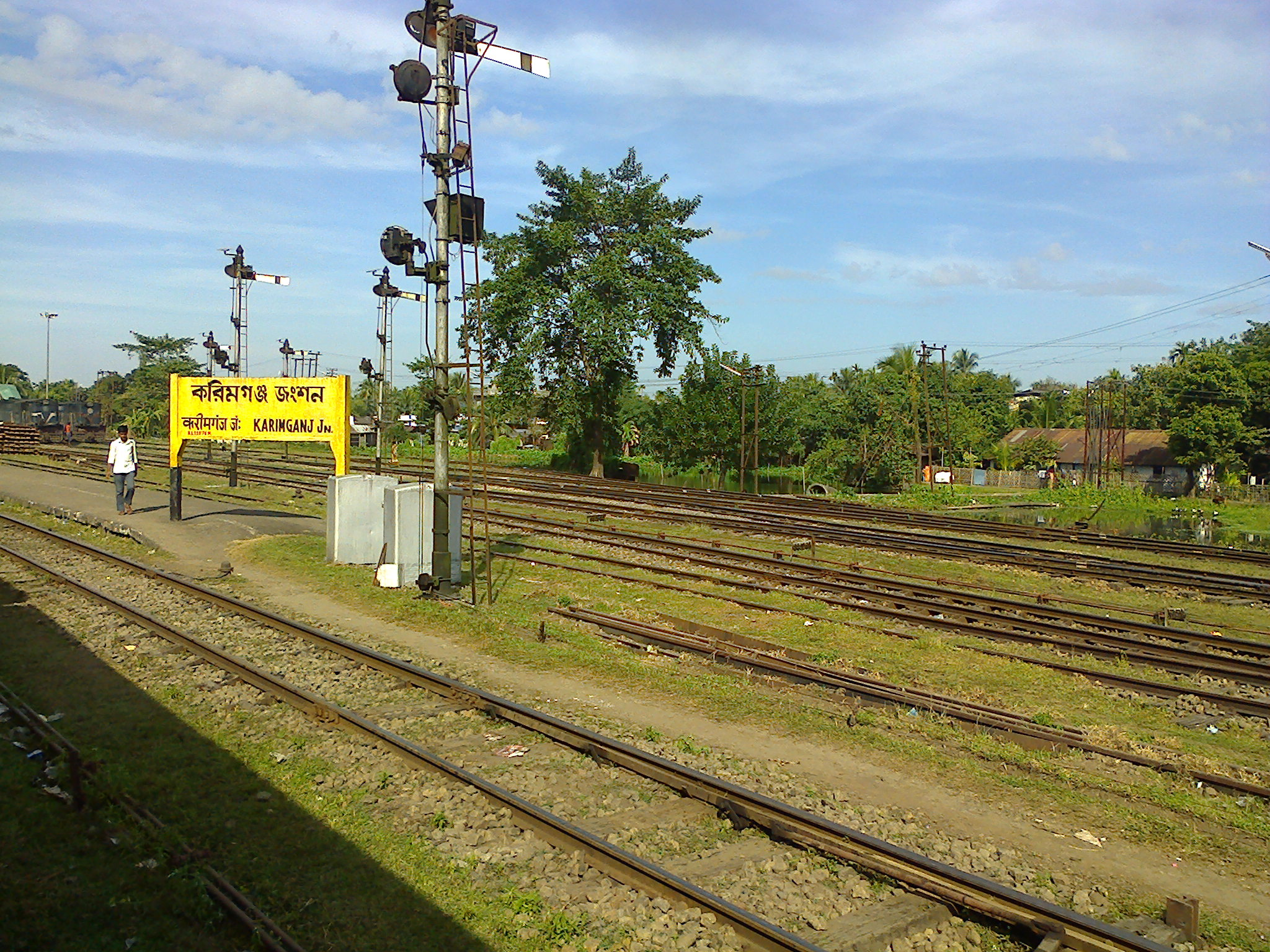
Järnvägsstationen i Karimganj.

Karimganj är en stad i den indiska delstaten Assam, och är huvudort för ett distrikt med samma namn. Folkmängden uppgick till 56 854 invånare vid folkräkningen 2011, med förorter 71 213 invånare.